# Nightcrawler
Nightcrawler (da:Slamkryberen og Sorte Springer) er en af superheltene i Marvel Comics' X-Men.

## Baggrund
Nightcrawler er søn af formskifteren Mystique og dæmonen kendt som Azazel (i biblen er Azazel navnet på Satan før han blev forvist fra Himlen, i Marvel-tegneserierne tilhører han en race af dæmon-mutanter kaldet Neyaphem), som resultatet af deres affære, mens Mystique var gift med den tyske Grev Wagner, som introducerede Mystique og Azazel for hinanden (Azazel blev introduceret som en forretningspartner). Af frygt for grevens reaktion over, at hun havde fået et dæmonbarn (som fik navnet Kurt Wagner) med Azazel, slog hun greven ihjel, men det blev snart opdaget af landsbyboerne, der jagede hende fra hus og hjem. For at redde sit eget liv smed hun Nightcrawler ned i en kløft og ændrede skikkelse til en landsbyboer, og sagde, at hun havde skubbet både kvinde og barn ud over kløften.
Nightcrawlers dæmon-arv kunne ses lige fra fødslen, eftersom han blev født med blå hud, to fingre plus en tommelfinger på hver hånd og to tæer på hver fod (nogle tegnere har dog tegnet hans hæl på hver fod længere, som var den en ekstra tå), gule øjne, skarpe hjørnetænder, spidse ører og en gribehale. Efter han blev efterladt, tog sigøjnerheksen Margali Szardos sig af ham, som var han en af hendes egne børn. Som teenager udviklede han øget smidighed og reflekser, evnen til at se i mørke og blive noget nær usynlig i mørket, samt evnen til at teleporte over korte afstande. Denne evne blev kendt som "Bamfing", som er lyden af luft, der fylder det tomrum han netop er teleporteret fra, som i tegneserierne illustreres ved at skrive "BAMF".
Hver gang Nightcrawler teleporterer, efterlader han en svovlsky og en svag lugt af svovl, som kommer fra den dimension, han træder ind i, når han teleporterer. Han teleporterer dog kun til steder han kan se eller har set, for at undgå at komme til at dukke op inde i en væg eller et andet solidt objekt. Han har en slags rumlig bevidsthed der forhindrer ham i at gøre dette, men jo større afstand han teleporterer over, jo dårligere bliver den.
Som ung var han i et cirkus fra München, men forlod det, efter han blev nødt til at myrde sin adoptivbror, Stefan, som var blevet en sindssyg barnemorder. Han blevet reddet af Professor Charles Xavier fra en skare af mennesker, som jagtede Nightcrawler pga. hans udseende og den antagelse, at han var barnemorderen. Xavier tilbød ham at blive medlem af sit sekundære hold af X-Men. Det var her Kurt fik sit kodenavn, Nightcrawler.
Hos X-Men fandt Nightcrawler endelig et hjem og en familie. Han fandt også en nær ven i X-Manden, Wolverine. Han fik også sluttet fred med Margali, som havde være overbevist om, at Nightcrawler havde dræbt Stefan i koldt blod og derfor havde indespærret Nightcrawler i en præcis kopi af Dante's Inferno (Helvede), som den beskrives i Den guddommelige komedie. Med hjælp fra Dr. Strange og nogle medlemmer af X-Men, fik Nightcrawler Margali overbevist om, at det ikke havde været tilfældet.
På trods af sit umiddelbare dæmoniske udseende, er Nightcrawler stærkt religiøs (han er katolik). Som man dog nok har regnet ud, gjorde hans udseende det også svært for ham, at deltage i messe, men efterhånden som mutanter blev mere mainstream lykkedes det ham næsten at blive præst. Hans studier blev dog uheldigvis afbrudt af en gruppe af skurke kaldet "Neo".
Nightcrawler har af og til brugt et holografisk apparat kaldet en "holoforklæder", for at optræde som et almindeligt menneske. Dog blev den sjældent brugt, medmindre det var ekstremt nødvendigt. Det samme gælder for X-Manden, Beast.
I starten havde tegneserieforfatteren Chris Clairmont tænkt sig, at Mystique og Destiny skulle have været Nightcrawlers biologiske forældre. Mystique skulle have brugt sine formskifteevner til at skifte form til en mand, hvorefter hun skulle have gjort Destiny gravid. Ideen blev dog skrottet, da man syntes den var for kontroversiel.

## Kræfter og evner
Nightcrawlers mest bemærkelsesværdige evne er hans evne til at teleportere sig selv og noget yderligere masse (fx en person eller ting) fra ét sted til et andet. Han har også en form for rumlig bevidsthed, der forhindrer ham i at teleportere ind i solide objekter, som fx vægge eller møbler. Han har på et enkelt tidspunkt vist sig i stand til at teleportere en person, uden selv at teleportere med, hvilket han gjorde ved at kysse personen. Om kysset er nødvendigt for processen, eller om det bare var noget han gjorde fordi chancen bød sig, vides ikke. 
Nightcrawlers krop er omringet af et ekstra-dimensionelt ormehul, som konstant absorberer lyset omkring ham. Dette er grunden til, at han altid ser ud til at stå i skygge, selv i direkte sollys, og som gør ham i stand til at blive næsten usynlig i mørke. Ormehullet fører til dimensionen kaldet Brimstone Dimension (svovldimensionen, opkaldt efter den svovlsky og lugt han efterlader, når han teleporterer) og er der han midlertidigt forsvinder hen, når han bruger sine teleportationsevner. Dimensionen er samtidigt hjemsted for hans far, Azazel.
Nightcrawler har forstærkede reflekser og hans smidighed, som vedligeholdes ved at dyrke regelmæssig yoga, overgår niveauet for en olympisk atlet og er på højde med Spider-Mans. Hans modstandsevne, udholdenhed og fysiske styrke er som hos en toptrænet atlet, men de når ikke overmenneskelige proportioner. Han er i stand til at hænge fast på vertikale overflader, så som vægge, ved at binde sine molekyler med molekylerne fra det han kravler på. Han har desuden forbedret nattesyn. Nightcrawlers gribehale er stærk nok til at kunne løfte en voksen mand fra jorden og behændig nok til at han kan fægte med den. Han kan derfor også bruge den til at gribe fat i ting med eller hænge sig fra den.
Udover hans mutantevner, er Nightcrawler en glimrende fægter og nærkampskombatant. Takket være sin fortid i cirkus, er han også en glimrende akrobat og er i stand til visse akrobatiske ting, som et normalt mennesker ikke ville kunne udføre (pga. mangel af gribehale og "klæbeevne"). Hans knoglestruktur tillader ham at forblive i en sammenkrøbet position i længere perioder, uden at der sker skade på hans rygsøjle.